# The Outrage
 The Outrage és una pel·lícula estatunidenca dirigida per Martin Ritt, estrenada el 1964. Es tracta del remake de la pel·lícula Rashōmon dirigida per Akira Kurosawa catorze anys abans.

## Argument
Un estafador, un predicador i un cercador d'or es troben a finals del segle xix i recorden la història d'un recent assassinat escandalós. Un home del Sud, el coronel Wakefield, va morir i el bandit Juan Carrasco va ser detingut, declarat culpable i condemnat. La declaració de tots els testimonis diferia dràsticament. Carrasco afirmava que el marit estava lligat amb cordes mentre la muller va ser atacada i que després d'això va matar el coronel en un duel. La dona va afirmar que va ser ella qui matava el seu marit perquè l'acusava de portar en Carrasco i provocar la violació. Un tercer testimoni, un vell indi, testifica que cap declaració no és veritat. Insisteix que el coronel va fer servir una daga per suïcidar-se després de l'incident. Resulta que hi havia un quart testimoni, amb un punt de vista completament nou.

## Repartiment
- Paul Newman: Juan Carrasco
- Laurence Harvey: Coronel Wakefield
- Claire Bloom: Nina Wakefield
- Edward G. Robinson: Lladregot
- William Shatner: Pastor
- Howard Da Silva: estafador
- Albert Salmi: Xèrif
- Thomas Chalmers: Jutge
- Paul Fix: Indi